# 竹の台陳列館
竹の台陳列館（たけのだいちんれつかん）は、かつて東京都下谷区（現・台東区）の上野公園にあり、明治末期から大正期にかけて美術展の会場になった施設である。

## 概要
東京帝室博物館が管理する施設で、美術関係団体に貸し出された。文部省美術展覧会（文展）をはじめ、各種の美術展会場として使用され、近代日本美術史上に名を残している。東京府美術館が開館するとその役割を終えた。
竹の台は江戸時代に寛永寺中堂があった地で、陳列館は現在で言えば東京国立博物館の南側、噴水と奏楽堂の中間付近にあった。

## 沿革
明治後期、当地には第五号館が建っていた。第3回内国勧業博覧会（1889年）の第五号館（第2回博覧会の四号館を改修）だった施設で、農商務省から（当時の）帝国博物館に払い下げられ、後に美術展などの会場に貸し出されていた。
第五号館は東京府主催の東京勧業博覧会（1907年）に際して取り壊され、その跡地に第二号館が建てられた。博覧会終了後、建物は東京帝室博物館に譲渡され、竹の台陳列館として美術関係団体に貸し出されることになった。木造平屋建1248坪、掘立の建物であった。東京大正博覧会（1914年）に際しては、屋根を改修し、3か所の出入り口に「セセッション」式の装飾を施し、第三工業館として使用された。
もともと博覧会用の建造物で、内部は土間のままであり、施設面では不備が多く、雨漏り等の不安もあった。施設に不満を持つ美術家たちは国立美術館の建設を求める運動を起こした。美術館問題は紆余曲折を経て、近接した場所に東京府美術館を建てることで決着した。
1925年に東京府美術館（岡田信一郎設計）が開館すると、竹の台陳列館はその役割を終えた。
1926年3月、陳列館の建物は文部省に譲渡された。移築され、1927年6月に東京博物館上野別館（約840坪）として開館し、各種の展覧会や資料の展示に使用された。隣接地にRC造の上野新館（現在の国立科学博物館本館）が完成した後も、別館として使用された。
戦争末期の1945年、博物館は休館となった。上野別館は鉄道沿線に当たることから建物疎開の対象となり、軍隊によって北側部分が破壊された。職員が立ち会う暇もなく、陳列されていた貴重な標本類が多く失われたという。終戦後も約200坪の建物が残っていたが、そのまま放置され、1949年に自然倒壊した。